# Dugnoor, Raichur
Dugnoor là một làng thuộc tehsil Raichur, huyện Raichur, bang Karnataka, Ấn Độ.